# Creu de terme de Bellveí
La Creu de terme de Bellveí és una creu de terme a Bellveí, al municipi de Torrefeta i Florejacs (Segarra) inclosa a l'Inventari del Patrimoni Arquitectònic de Catalunya.

## Descripció
La creu de terme, actualment situada enmig d'un parc que es troba al C/ Raval de Tarroja. La base és quadrangular amb un únic esgraó. A diferència de moltes creus, aquesta no té sòcol. El seu fust és octogonal i al capdamunt d'aquest trobem una creu feta amb ferro forjat. Aquesta presenta petites decoracions que simulen rajos de llum damunt els braços perpendiculars.